# Resultante
En matemáticas, el resultante de dos polinomios es una expresión polinómica de sus coeficientes que es igual a cero si y solo si los polinomios tienen alguna raíz común (posiblemente, sobre, en una extensión de cuerpos), o, equivalentemente, un factor común (sobre su cuerpo de coeficientes). En algunos textos antiguos, el resultante también se llama eliminante.
El resultante se utiliza ampliamente en teoría de números, ya sea directamente o a través del discriminante, que es esencialmente el resultante de un polinomio y su propia derivada. El resultante de dos polinomios con coeficientes racionales se puede calcular eficientemente mediante algoritmos. Es una herramienta básica de álgebra computacional, y es una función incorporada de la mayoría de los sistemas de álgebra computacional. Se utiliza, entre otros, para la descomposición algebraica cilíndrica, la integración de funciones racionales y el dibujo de curvas definidas por una ecuación polinómica bivariada.
El resultante de n polinomios homogéneos en n variables (también llamado resultante multivariante o resultante de Macaulay para distinguirlo del resultante habitual) es una generalización, introducida por Macaulay, del resultante habitual. Es, junto con las bases de Gröbner, una de las principales herramientas de la teoría de la eliminación.

## Cálculo
Si se conocen las raíces de los polinomios su resultante se puede calcular como:

{\displaystyle \mathrm {res} \,(P,Q)=\prod _{P(x)=0}\prod _{Q(y)=0}(y-x),\,}

de las diferencias de sus raíces, donde {\displaystyle x} y {\displaystyle y} toma valores en la clausura algebraica de {\displaystyle k}. Para polinomios no mónicos con coeficientes dominantes {\displaystyle p} y {\displaystyle q}, respectivamente, el producto de más arriba se multiplica por 

{\displaystyle p^{\deg Q}q^{\deg P}.\,}

Además el resultante puede calcularse en términos de los coeficientes sin necesidad de conocer explícitamente las raíces, de ahí su utilidad.

## Propiedades de cálculo
- La resultante es el determinante de la matriz de Sylvester.
- El productorio anterior puede ser reescrito como

{\displaystyle \mathrm {res} (P,Q)=\prod _{Q(y)=0}P(y)\,}
y esta expresión permanece invariante si {\displaystyle P} se reduce módulo {\displaystyle Q}.
- Sea {\displaystyle P'=P\mod Q}. La idea anterior puede ser aplicada intercambiando los papeles de {\displaystyle P'} y {\displaystyle Q}. Sin embargo, {\displaystyle P'} tiene un conjunto de raíces diferentes de las de {\displaystyle P}. Esto puede ser resuelto escribiendo {\displaystyle \prod _{Q(y)=0}P'(y)\,} como un determinante otra vez, donde {\displaystyle P'} tiene como coeficientes no dominantes el cero. Este determinante puede ser simplificado mediante una expansión iterativa con respecto la columna, donde solo el coeficiente dominante {\displaystyle q} de {\displaystyle Q} aparece.

{\displaystyle \mathrm {res} (P,Q)=q^{\deg P-\deg P'}\cdot \mathrm {res} (P',Q)}
Continuando este procedimiento obtenemos una variante del algoritmo de Euclides. Este procedimiento necesita tiempo de ejecución cuadrático.

## Otras propiedades
- {\displaystyle \mathrm {res} (P,Q)=(-1)^{\deg P\cdot \deg Q}\cdot \mathrm {res} (Q,P)}
- {\displaystyle \mathrm {res} (P\cdot R,Q)=\mathrm {res} (P,Q)\cdot \mathrm {res} (R,Q)}
- Si {\displaystyle P'=P+R\cdot Q} y {\displaystyle \deg P'=\deg P}, entonces {\displaystyle \mathrm {res} (P,Q)=\mathrm {res} (P',Q)}
- Si {\displaystyle X,Y,P,Q} tienen el mismo grado y {\displaystyle X=a_{00}\cdot P+a_{01}\cdot Q,Y=a_{10}\cdot P+a_{11}\cdot Q},

entonces {\displaystyle \mathrm {res} (X,Y)=\det {\begin{pmatrix}a_{00}&a_{01}\\a_{10}&a_{11}\end{pmatrix}}^{\deg P}\cdot \mathrm {res} (P,Q)}
- {\displaystyle \mathrm {res} (P_{-},Q)=\mathrm {res} (Q_{-},P)} donde {\displaystyle P_{-}(z)=P(-z)}

## Aplicaciones
- Los resultantes pueden ser usados en geometría algebraica para determinar intersecciones. Por ejemplo, sean {\displaystyle f(x,y)=0} y {\displaystyle g(x,y)=0} definiendo unas curva algebraica en {\displaystyle \mathbb {A} _{k}^{2}}. Si {\displaystyle f} y {\displaystyle g} son vistos como polinomios en {\displaystyle x} con coeficientes en {\displaystyle k(y)}, entonces la resultante de {\displaystyle f} y {\displaystyle g} es un polinomio en {\displaystyle y} cuyas raíces son las coordenadas {\displaystyle y} de la intersección de las curvas.
- En teoría de Galois, las resultantes pueden ser usadas para calcular normas.
- En física, la resultante (ya sea velocidad, fuerza, etc) es la suma de dos o más vectores que por obvias razones son consecutivos. No se debe confundir con la distancia recorrida, ya que esta última es sólo la suma de magnitudes escalares.